# Paul Motian
Paul Stephen Motian (Filadelfia, 25 de marzo de 1931 - Nueva York, 22 de noviembre de 2011) fue un baterista y compositor estadounidense de jazz.
Nacido en Filadelfia (Pensilvania), se traslada a Providence (Rhode Island) donde transcurre parte de su infancia. Aunque desde muy pequeño escucha música y aprende a tocar la guitarra y la batería, no se inicia profesionalmente hasta 1954, cuando se licencia del servicio militar y se instala en Nueva York. Graba y toca con músicos como George Russell (1956), Tony Scott, Oscar Pettiford (1957), Lennie Tristano, Al Cohn, Zoot Sims (1958), y realiza giras al estilo jam session, con Thelonious Monk, Coleman Hawkins y otros. En 1959 se incorpora al trío de Bill Evans, junto con Scott Lafaro (sustituido tras su muerte, en 1961, por Chuck Israels), con los que permanece seis años que lo consolidad como uno de los baterías más considerados de la escena de los años 1960.
Trabajará también con un gran número de músicos de free jazz y post bop, entre los que destacan Paul Bley, Martial Solal, Gary Peacock, Albert Ayler, Pharoah Sanders y Don Cherry. Después, en 1968, integra otro trío famoso, junto a Keith Jarrett y Charlie Haden, con quienes permanece hasta 1977, grabando numerosos discos. También realiza grabaciones como titular, con su propio trío y, a partir de 1981, en quinteto, con Joe Lovano y Bill Frisell. Ha estado en las diversas ediciones de la Liberation Music Orchestra de Haden, y con Carla Bley. En los años 1990 formó una banda eléctrica, que incluía a saxofonistas como Joshua Redman, Chris Cheek o Chris Potter, y guitarras como Kurt Rosenwinkel.
En 2006, fundó la Paul Motian Band, con la que actuaba frecuentemente en el prestigioso club Village Vanguard neoyorquino, donde se le pudo ver pocas semanas antes de su muerte. De hecho fue en dicho club donde Motian había grabado, como integrante del Bill Evans trío, uno de los álbumes más influyentes de toda la historia del jazz: Sunday at the Village Vanguard.
Motian falleció el 22 de noviembre de 2011 en el Hospital Monte Sinaí de Nueva York por complicaciones de un síndrome mielodisplásico.

## Discografía como líder
- Conception Vessel (ECM, 1972)
- Tribute (ECM, 1974)
- Dance (ECM, 1977)
- Le Voyage (ECM, 1979)
- Psalm (ECM, 1982)
- The Story of Maryam (Soul Note, 1984)
- Jack of Clubs (Soul Note, 1985)
- It Should've Happened a Long Time Ago (ECM, 1985)
- Misterioso (Soul Note, 1986)
- One Time Out (Soul Note, 1987)
- Monk in Motian (JMT, 1988)
- On Broadway Volume 1 (JMT, 1989)
- Bill Evans (JMT, 1990)
- On Broadway Volume 2 (JMT, 1990)
- Motian in Tokyo (JMT, 1991)
- On Broadway Volume 3 (JMT, 1991)
- Paul Motian and the Electric Bebop Band (JMT, 1992)
- Trioism (JMT, 1993)
- Reincarnation of a Love Bi (JMT, 1994)
- Sound of Love (Winter & Winter, 1995 [1997])
- At the Village Vanguard (JMT, 1995)
- Flight of the Blue Jay (Winter & Winter, 1998)
- 2000 + One (Winter & Winter, 1997 [1999])
- Play Monk and Powell (Winter & Winter, 1998 [1999])
- Europe (Winter & Winter, 2000 [2001])
- Holiday for Strings (Winter & Winter, 2001 [2002])
- I Have the Room Above Her (ECM, 2004 [2005])
- Garden of Eden (album)|Garden of Eden (ECM, 2004 [2007])  ECM
- On Broadway Vol. 4 or The Paradox of Continuity (Winter & Winter, 2005)
- Time and Time Again (album)|Time and Time Again (ECM, 2006)
- Live at the Village Vanguard (Winter & Winter, 2006 [2007])
- Live at the Village Vanguard Vol. II (Winter & Winter, 2006 [2008])
- Live at the Village Vanguard Vol. III (Winter & Winter, 2006 [2010])
- On Broadway Volume 5  (2009) Winter & Winter
- Lost in a dream (March 2010)  ECM